# Santa Maria della Lizzakerk

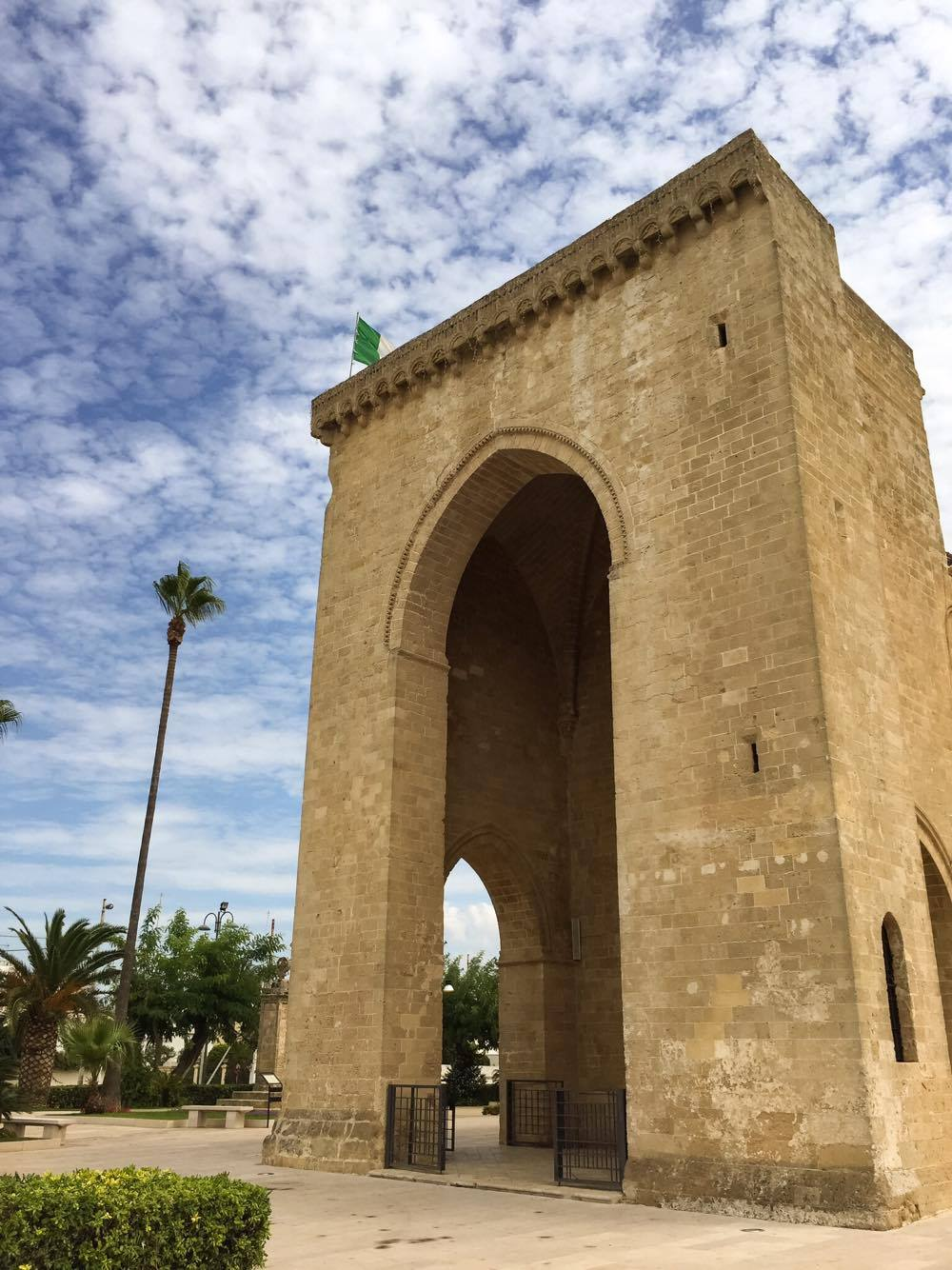
Santa Maria della Lizzakerk, met ingangstoren

De Santa Maria della Lizzakerk (13e eeuw oudste deel) bevindt zich in Alezio, een dorp in de regio Apulië in Zuid-Italië. In de kerk staat een Mariabeeld dat elk jaar in processie wordt rondgedragen tijdens het feest en de jaarmarkt van Santa Maria della Lizza. De kerk behoort tot het Rooms-katholiek Bisdom Nardò-Gallipoli.

## Historiek
Begin 13e eeuw en mogelijks eind 12e eeuw werd het oudste deel van de kerk gebouwd. De Saracenen hadden de oude stad Alezio verwoest, waarvan de origine teruggaat tot de Griekse en Romeinse Oudheid (11e eeuw). Rond een miraculeus Mariabeeld herbouwden de dorpelingen Alezio. Op een heuvel verrees de kerk Santa Maria della Lizza; destijds droeg het de naam Santa Maria della Cruciata. De naam Cruciata verwijst naar de kruisvaarders. Kruisvaarders op weg naar de haven van Bari en andere Apulische havens hielden er halt. 
Tijdens de 13e eeuw deed het kerkje ook dienst als kathedraal van het bisdom Gallipoli; de dom van Gallipoli was onbruikbaar door het oorlogsgeweld van Karel van Anjou, koning van Napels. Bisschop Meletius van Gallipoli startte met de uitbreidingswerken van de kerk. Circa het jaar 1400 was de kerk klaar na de laatste fase van uitbreiding. Opvallend is de grote ingangstoren. De toren staat voor de voorgevel van de kerk. De kerk trok pelgrims omwille van de verering van de Madonna della Lizza.
In de jaren 1959-1961 werden de fresco’s binnen de kerk gerestaureerd.